# Uno-X Mobility
El Uno-X Mobility (código UCI: UXM) es un equipo ciclista profesional de Noruega de categoría UCI ProTeam. Participa en las divisiones de ciclismo de ruta UCI ProSeries, y los Circuitos Continentales UCI, corriendo asimismo en aquellas carreras del circuito UCI WorldTour a las que es invitado.

## Corredor mejor clasificado en las Grandes Vueltas
| Año  | Giro de Italia | Tour de Francia                 | Vuelta a España |
| ---- | -------------- | ------------------------------- | --------------- |
| 2020 | -              | -                               | -               |
| 2021 | -              | -                               | -               |
| 2022 | -              | -                               | -               |
| 2023 | -              | 30.º Tobias Halland Johannessen | -               |
| 2024 | -              | 34.º Odd Christian Eiking       | -               |
| 2025 | -              | 6.º Tobias Halland Johannessen  | -               |

## Clasificaciones UCI

### UCI Europe Tour
| Temporada | Clasificación por equipos | Mejor corredor       | Puesto |
| 2013      | 121.º                     | Marius Hafsas        | 969.º  |
| 2014      | 74.º                      | Michael Olsson       | 130.º  |
| 2015      | 125.º                     | Øivind Lukkedal      | 896.º  |
| 2016      | 93.º                      | Syver Wærsted        | 749.º  |
| 2017      | 67.º                      | Audun Brekke Fløtten | 197.º  |
| 2018      | 52.º                      | Torjus Sleen         | 462.º  |
| 2019      | 26.º                      | Andreas Leknessund   | 191.º  |
| 2020      | 6.º                       | Andreas Leknessund   | 101.º  |
| 2021      | 4.º                       | Rasmus Tiller        | 79.º   |
| 2022      | 4.º                       | Rasmus Tiller        | 99.º   |
| 2023      | 3.º                       | Tobias Johannessen   | 51.º   |

## Material ciclista
El equipo utiliza bicicletas Ridley y componentes Shimano.

## Palmarés
Para años anteriores, véase Palmarés del Uno-X Mobility

### Palmarés 2025

#### UCI WorldTour
| Fechas      | Carreras                          | Ganador           |
| 1 de marzo  | Omloop Nieuwsblad                 | Søren Wærenskjold |
| 14 de marzo | 5.ª etapa de la Tirreno-Adriático | Fredrik Dversnes  |
| 16 de julio | 11.ª etapa del Tour de Francia    | Jonas Abrahamsen  |

#### UCI ProSeries
| Fechas        | Carreras                               | Ganador                    |
| 21 de febrero | 3.ª etapa de la Vuelta a Andalucía     | Alexander Kristoff         |
| 8 de junio    | Tour de Eslovenia                      | Anders Halland Johannessen |
| 8 de agosto   | 2.ª etapa de la Arctic Race de Noruega | Alexander Kristoff         |
| 10 de agosto  | 4.ª etapa de la Arctic Race de Noruega | Fredrik Dversnes           |
| 13 de agosto  | 2.ª etapa de la Vuelta a Dinamarca     | Søren Wærenskjold          |
| 15 de agosto  | Circuito Franco-Belga                  | Jonas Abrahamsen           |
| 20 de agosto  | Prólogo de la Vuelta a Alemania (CRI)  | Søren Wærenskjold          |

#### Circuitos Continentales UCI
| Fechas        | Circuito                             | Carreras                                 | Ganador                |
| 6 de febrero  | UCI Europe Tour 2025                 | 2.ª etapa de la Estrella de Bessèges     | Søren Wærenskjold      |
| 26 de febrero | UCI Europe Tour 2025                 | 1.ª etapa del O Gran Camiño              | Magnus Cort            |
| 27 de febrero | UCI Europe Tour 2025                 | 2.ª etapa del O Gran Camiño              | Magnus Cort            |
| 2 de marzo    | UCI Europe Tour 2025                 | 5.ª etapa del O Gran Camiño              | Magnus Cort            |
| 30 de marzo   | UCI Europe Tour 2025                 | La Roue Tourangelle                      | Erlend Blikra          |
| 4 de abril    | UCI Europe Tour 2025                 | Route Adélie                             | Stian Fredheim         |
| 10 de mayo    | UCI Europe Tour 2025                 | Sundvolden G. P.                         | Andreas Leknessund     |
| 11 de mayo    | UCI Europe Tour 2025                 | Ringerike G. P.                          | Sakarias Koller Løland |
| 31 de mayo    | Copa de las Naciones UCI sub-23 2025 | 3.ª etapa de la Carrera de la Paz sub-23 | Simon Dalby            |

#### Campeonatos nacionales
| Fechas      | Carreras                      | Ganador            |
| 29 de junio | Campeonato de Noruega en Ruta | Andreas Leknessund |

## Plantilla
Para años anteriores, véase Plantillas del Uno-X Mobility

### Plantilla 2025
| Corredor                   | Nacimiento | Nacionalidad | Equipo 2024                     |
| Jonas Abrahamsen           | 20/09/1995 | Noruega      | Uno-X Mobility                  |
| Carl-Frederik Bévort       | 24/11/2003 | Dinamarca    | Uno-X Mobility                  |
| Erlend Blikra              | 11/01/1997 | Noruega      | Uno-X Mobility                  |
| Magnus Cort                | 16/01/1993 | Dinamarca    | Uno-X Mobility                  |
| Simon Dalby                | 29/01/2003 | Dinamarca    | Uno-X Mobility Development Team |
| Fredrik Dversnes           | 20/03/1997 | Noruega      | Uno-X Mobility                  |
| Stian Fredheim             | 23/03/2003 | Noruega      | Uno-X Mobility                  |
| Markus Hoelgaard           | 04/10/1994 | Noruega      | Uno-X Mobility                  |
| Ådne Holter                | 08/07/2000 | Noruega      | Uno-X Mobility                  |
| Jonas Iversby Hvideberg    | 09/02/1999 | Noruega      | Uno-X Mobility                  |
| Amund Grøndahl Jansen      | 11/02/1994 | Noruega      | Team Jayco AlUla                |
| Anders Halland Johannessen | 23/08/1999 | Noruega      | Uno-X Mobility                  |
| Tobias Halland Johannessen | 23/08/1999 | Noruega      | Uno-X Mobility                  |
| Alexander Kristoff         | 05/07/1987 | Noruega      | Uno-X Mobility                  |
| Andreas Kron               | 01/06/1998 | Dinamarca    | Lotto Dstny                     |
| Johannes Kulset            | 14/04/2004 | Noruega      | Uno-X Mobility                  |
| Magnus Kulset              | 18/08/2000 | Noruega      | Uno-X Mobility                  |
| Andreas Leknessund         | 21/05/1999 | Noruega      | Uno-X Mobility                  |
| William Blume Levy         | 14/01/2001 | Dinamarca    | Uno-X Mobility                  |
| Sakarias Koller Løland     | 20/09/2001 | Noruega      | Uno-X Mobility                  |
| Henrik Pedersen            | 03/12/2004 | Dinamarca    | Uno-X Mobility Development Team |
| Erik Nordsaeter Resell     | 28/09/1996 | Noruega      | Uno-X Mobility                  |
| Anders Skaarseth           | 07/05/1995 | Noruega      | Uno-X Mobility                  |
| Rasmus Tiller              | 28/07/1996 | Noruega      | Uno-X Mobility                  |
| Martin Urianstad           | 06/02/1999 | Noruega      | Uno-X Mobility                  |
| Rasmus Bøgh Wallin         | 02/01/1996 | Dinamarca    | Uno-X Mobility                  |
| Søren Wærenskjold          | 12/03/2000 | Noruega      | Uno-X Mobility                  |

Stagiaires

Desde el 1 de agosto, los siguientes corredores pasaron a formar parte del equipo como stagiaires (aprendices a prueba).
| Corredor           | Nacimiento | Nacionalidad | Equipo 2025      |
| ------------------ | ---------- | ------------ | ---------------- |
| Storm Ingebrigtsen | 17/02/2005 | Noruega      | Team Coop-Repsol |
| Tobias Svarre      | 19/07/2004 | Dinamarca    | Team ColoQuick   |